# Gökçek Vederson
Wederson Luiz da Silva Medeiros (* 22. Juli 1981 in Campos dos Goytacazes, Brasilien), in der Türkei bekannt als Gökçek Vederson, ist ein Fußballspieler mit türkischer und brasilianischer Staatsangehörigkeit.

## Karriere
In der Jugend spielte Wederson für SC Internacional, CR Vasco da Gama und EC Juventude. Seinen ersten Profivertrag bekam er beim brasilianischen Klub Ituano FC. Dort spielte er zwei Jahre, ehe er in die Türkei ging; zum damaligen Zweitligisten Ankaraspor. In der ersten Saison eroberte sich Wederson einen Stammplatz und war maßgeblich beim Aufstieg in der Saison 03/04 in die Süperlig beteiligt.
In den folgenden zwei Jahren machte Wederson nach tollen Leistungen in der Süperlig Fenerbahçe Istanbul auf sich aufmerksam. Fenerbahçe Istanbul verpflichtete ihn am 11. Juni 2007 für 3 Jahre. Er spielt im offensiven Mittelfeld oder an der linken Außenbahn. Am 19. September 2007 bestritt er gegen Inter Mailand sein erstes Champions-League-Spiel. Fenerbahçe gewann das Spiel mit 1:0. Sein erstes Tor für die Blau-Gelben schoss Wederson am 20. Oktober 2007 gegen Konyaspor.
Zur Saison 2010/2011 wechselte er ablösefrei von Fenerbahçe Istanbul zum amtierenden Meister Bursaspor. Sein erstes Tor für Bursaspor schoss er gegen Galatasaray Istanbul aus ungefähr 40 Meter Entfernung mit einem Distanzschuss.
Nachdem Vedersons Vertrag im Sommer 2013 ausgelaufen war, wechselte er zu Medical Park Antalyaspor. Mit diesem Verein verfehlte Vederson zum Saisonende den Klassenerhalt und verließ daraufhin diesen. Zur Saison 2014/15 wechselte er zum Erstligisten Mersin İdman Yurdu.
Mit seinem Vertragsende zum Sommer 2016 verließ Vederson Mersin İY und wechselte zum Zweitligisten Adana Demirspor. Diesen Verein verließ er in der Wintertransferperiode 2016/17.

## Erfolge
Fenerbahçe Istanbul
- Türkischer-Supercup-Sieger: 2009

Bursaspor
- Tabellendritter der Süper Lig: 2010/11
- Tabellenvierter der Süper Lig: 2012/13
- Türkischer Pokalfinalist: 2011/12